# Anogcodes seladonius seladonius
Anogcodes seladonius seladonius é uma subespécie de insetos coleópteros polífagos pertencente à família Oedemeridae.
A autoridade científica da subespécie é Fabricius, tendo sido descrita no ano de 1792.
Trata-se de uma subespécie presente no território português.